# Kyle Rittenhouse
Kyle Howard Rittenhouse (Lake, Illinois, 3 de enero de 2003) es un hombre estadounidense conocido por haber disparado contra tres hombres, dos de ellos fatalmente, durante los disturbios civiles en Kenosha, Wisconsin, en agosto de 2020 cuando tenía diecisiete años. En su juicio, en noviembre de 2021, un jurado declaró a Rittenhouse no culpable de asesinato y todos los demás cargos después de que testificara que actuó en defensa propia.
El enjuiciamiento de Rittenhouse atrajo una amplia cobertura mediática y se convirtió en una causa célebre para las organizaciones y los medios de comunicación de derecha. Después de su juicio, Rittenhouse asistió a varios eventos organizados por organizaciones e individuos conservadores, incluida una reunión con el entonces expresidente Donald Trump, entrevistas de televisión con el comentarista político Tucker Carlson y apariciones especiales en varias producciones de Turning Point USA. Los fanáticos han utilizado la imagen de Rittenhouse para vender productos, especialmente camisetas. En 2022, inició un esfuerzo de recaudación de fondos para demandar a los medios de comunicación en un tribunal civil por presunta difamación y anunció un videojuego, Kyle Rittenhouse's Turkey Shoot, para recaudar fondos para la defensa legal.

## Biografía
Kyle Howard Rittenhouse nació el 3 de enero de 2003 en Antioch, Illinois, Estados Unidos, hijo de Michael y Wendy Rittenhouse. Sus padres se habían casado en el condado de Lake, Illinois, en febrero de 2000 y la hermana mayor de Rittenhouse nació en agosto de 2000. Su hermana menor nació en diciembre de 2003. Sus padres se separaron en 2014.
Como estudiante de primer año, Rittenhouse participó en el programa de exploradores del Departamento de Policía de Grayslake, así como en «un programa de cadetes similar a través del Departamento de Bomberos de Antioch», con el objetivo de convertirse en paramédico o trabajar en la aplicación de la ley. Finalmente, hizo la transición a la escuela en línea, abandonó los estudios y dejó la Lake's Community High School por completo en 2018 después de asistir durante un semestre en 2017-2018. Tenía un interés continuo en la aplicación de la ley y publicaba al respecto en las redes sociales en publicaciones visibles públicamente. En diciembre de 2018, Rittenhouse inició una recaudación de fondos a través de Facebook para la organización sin ánimo de lucro Humanizing the Badge. Otras publicaciones giraban en torno a «honrar a la policía, con gráficos de Blue Lives Matter, fotos de oficiales asesinados en el cumplimiento del deber y la bandera de "delgada línea azul" asociada con el apoyo a las fuerzas del orden». En su descripción de perfil de TikTok, Rittenhouse había escrito, «LAS VIDAS AZULES IMPORTAN 🔵» y «Trump 2020».
Asistió a un mitin del expresidente Donald Trump en Des Moines, Iowa, el 30 de enero de 2020. Rittenhouse publicó sobre la experiencia en el sitio de redes sociales TikTok, publicación que luego eliminó. Durante el evento, Rittenhouse estaba sentado en la primera fila, cerca de donde hablaba Trump. El portavoz de Trump, Tim Murtaugh, negó que Rittenhouse fuera parte de la campaña de alguna manera. Rittenhouse consiguió un trabajo de medio tiempo como salvavidas en la YMCA en Lindenhurst, pero fue suspendido en marzo de 2020 cuando comenzó la pandemia de COVID-19.

## Tiroteo
Después del tiroteo policial de Jacob Blake, un hombre afroamericano, se produjeron muchas protestas en Kenosha, Wisconsin, el lugar donde le dispararon, durante varios meses de 2020. El 26 de agosto, Rittenhouse, entonces de diecisiete años, asistió a una de estas protestas para proteger a los negocios locales. Mientras estaba allí, le disparó a tres hombres que previamente lo habían intentado golpear, dos de los cuales murieron. Rittenhouse finalmente fue encarcelado y su juicio comenzó el 1 de noviembre de 2021. Fue absuelto de todos los cargos el 19 de noviembre. El juicio fue políticamente polarizador y recibió intensos niveles de cobertura. Rittenhouse tenía dieciocho años en el momento de la absolución.

## Apariciones en los medios
Después de la absolución, Rittenhouse comenzó a asistir a una rápida sucesión de eventos republicanos y conservadores en lo que The Independent llamó una «gira publicitaria».

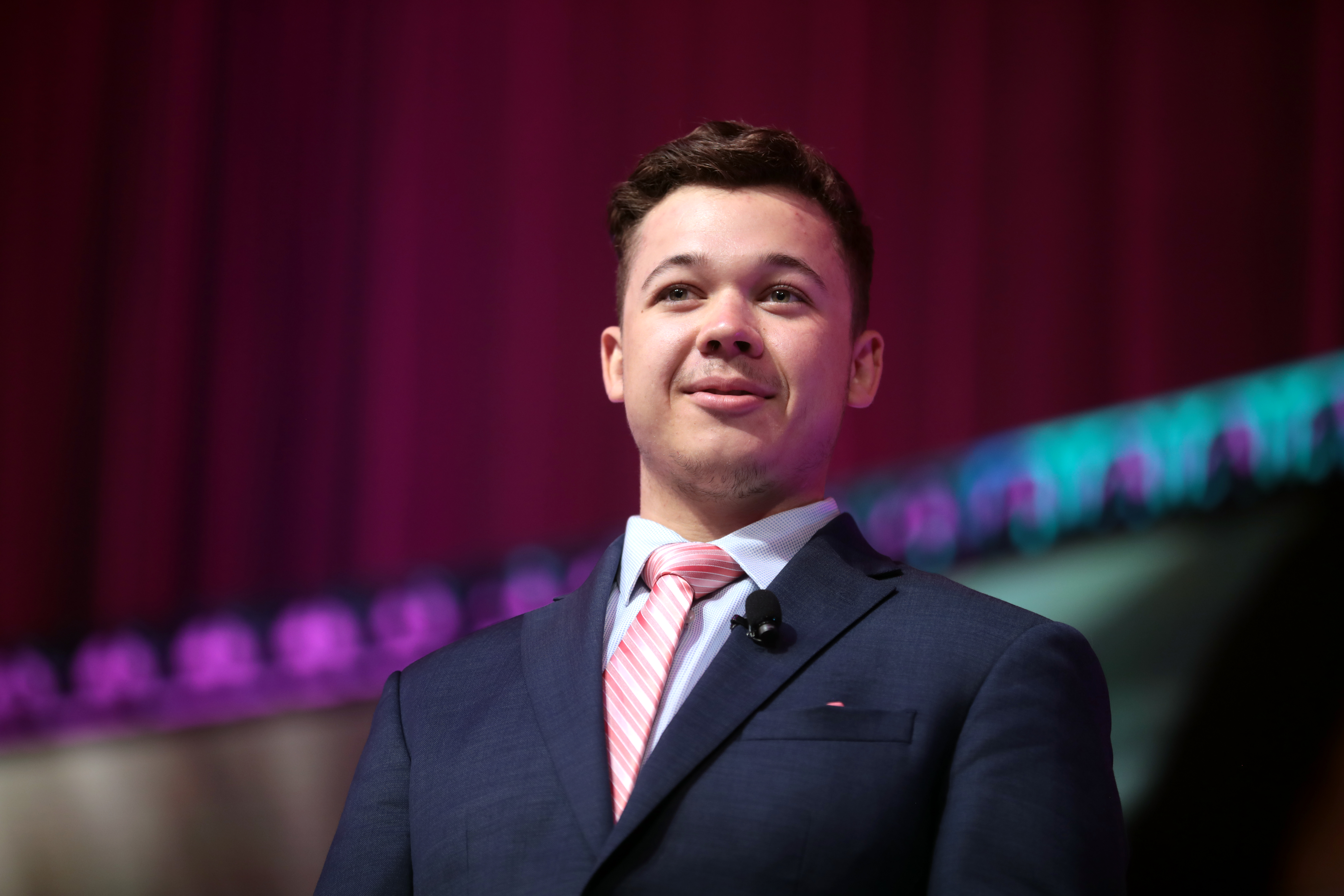
Rittenhouse hablando con los asistentes a la Cumbre de Liderazgo de Mujeres Jóvenes de junio de 2022 organizada por Turning Point USA.

### Entrevista enTucker Carlson Tonight
Tucker Carlson de Fox News consiguió una entrevista con Rittenhouse el mismo día de la absolución para Tucker Carlson Tonight, que fue la primera entrevista pública de Rittenhouse después de los hechos. Dos días después, el 22 de noviembre de 2021, se publicó el episodio de una hora de duración titulado «La entrevista de Kyle Rittenhouse», donde Carlson entrevistó a Rittenhouse sobre una amplia gama de temas. Carlson presentó a Rittenhouse como «brillante, decente, sincero, obediente y trabajador... exactamente el tipo de persona que querrías tener más en tu país». Durante la entrevista, Rittenhouse dijo que eventualmente le gustaría convertirse en un abogado o un enfermero. El episodio fue el segundo episodio más visto del programa desde que se estrenó en 2016, luego del episodio sobre el ataque al Capitolio de los Estados Unidos, a principios de 2021. Fue visto por 4 942 millones de espectadores; la siguiente cadena más vista de la noche fue MSNBC con 1 168 millones de espectadores, lo que llevó a TheWrap a afirmar que la entrevista «aplastó al resto de las noticias por cable». Rittenhouse negó que le pagaran o compensaran de alguna manera por la entrevista, lo que Fox News respaldó.

### Reunión con Trump
El expresidente Donald Trump anunció en el programa de Sean Hannity que Rittenhouse había solicitado una reunión y dijo: «Llamó. Quería saber si podía venir a saludar, porque era un fan». Rittenhouse, su madre y Trump se reunieron en Mar-a-Lago, la finca de Trump en Florida, el mismo día que se emitió la entrevista de Tucker Carlson Tonight el 22 de noviembre de 2021. Trump lo llamó «un joven realmente agradable» y los dos se tomaron una fotografía juntos.

### Entrevista enYou are Here
En diciembre de 2021, Rittenhouse apareció en el pódcast You are Here, un proyecto de Blaze Media presentado por Elijah Schaffer y Sydney Watson.

### Entrevista en el panel AmericaFest
El mismo mes, en diciembre de 2021, Rittenhouse habló en un panel llamado «Kenosha on Camera» en el AmericaFest de Turning Point USA, una conferencia de jóvenes conservadores. El panel, que se llevó a cabo el tercer día de la conferencia el 20 de diciembre, estuvo integrado por Rittenhouse, Charlie Kirk, Jack Posobiec, Elijah Schaffer y Drew Hernandez. Rittenhouse había aparecido en el pódcast de Schaffer You are Here dos semanas antes. Durante el panel, Rittenhouse dijo: «Creo que mi juicio fue un ejemplo de cómo intentaron perseguir nuestros derechos de la Segunda Enmienda, nuestro derecho a defendernos y tratar de tomar nuestras armas». Kirk dijo: «Eres un héroe para millones, es un honor poder tenerte», y la multitud le dio una ovación de pie después de corear su nombre. La representante Lauren Boebert también lo elogió cuando hablaba. La organización que organizó el evento dijo que Rittenhouse no fue compensado por la aparición en el panel de 45 minutos.

## Ofertas de pasantías políticas y proyectos de ley homónimos
A Rittenhouse se le han ofrecido públicamente múltiples pasantías, todas por parte de legisladores republicanos. El 17 de noviembre de 2021, dos días antes de la decisión del jurado, el representante de la Cámara de Representantes de Florida, Matt Gaetz, le ofreció una pasantía. En respuesta, el representante de la Cámara de Representantes de Arizona, Paul Gosar, tuiteó que pelearía con Gaetz por la oportunidad de tener a Rittenhouse como pasante. El día que el jurado declaró inocente a Rittenhouse, el representante de la Cámara de Representantes de Carolina del Norte, Madison Cawthorn, le ofreció a Rittenhouse una pasantía. Durante una aparición en Newsmax, la representante de la Cámara de Representantes de Colorado, Lauren Boebert, respondió a la oferta de Cawthorn y desafió a Cawthorn a «competir» para emplear a Rittenhouse como pasante.
Se han propuesto al menos dos leyes y una proclamación en diferentes estados que llevan el nombre de Rittenhouse. En noviembre de 2021, el representante del Senado de Oklahoma, Nathan Dahm, presentó el proyecto de ley del Senado 1120, llamado «Ley de Kyle». El proyecto de ley establece que si un acusado es acusado de asesinato pero es declarado no culpable por homicidio justificable, el Estado debe reparar el daño con dinero. Una versión modificada del proyecto de ley fue aprobada por el Comité Judicial del Senado con una mayoría de votos de siete a tres en la línea del Partido Republicano en febrero de 2022.
En enero de 2022, el representante del estado de Tennessee, Bruce Griffey, presentó la HB1769, también conocida como «Ley de Kyle». The Hill dijo que la ley «requeriría que el Estado reembolse a los acusados declarados no culpables de cargos de homicidio debido a la defensa propia». Griffey también propuso que se creara una proclamación en honor a Rittenhouse, diciendo que «merece ser reconocido como un héroe».

## Comercialización de la imagen de Rittenhouse
La imagen de Rittenhouse se ha utilizado para varios productos y ventas, incluida ropa, una venta de armas y un videojuego. Los fanáticos de Rittenhouse continuaron vendiendo ropa con la imagen de Rittenhouse después del juicio. La semana siguiente a la absolución de Rittenhouse, la tienda de armas Saddle River Range en Conroe, Texas, realizó una venta de «no culpable», y el propietario, Thomas Bolsch, publicó una fotografía de Rittenhouse con un arma en su página de Instagram.
En marzo de 2022, la empresa sueca Nordic Empire Games lanzó un videojuego con Rittenhouse llamado Acquitted. La organización creó el videojuego en el que Rittenhouse se abre camino disparando a través de multitudes de zombis con la elección de dieciocho armas diferentes. Fue lanzado a través de la plataforma de alojamiento Steam y está disponible por cinco dólares. No se anunció si Nordic Empire Games había solicitado permiso para usar la imagen de Rittenhouse. En una revisión, Kotaku calificó el juego de «vergonzoso», escribiendo además «...es un juego de disparos de zombis muy mal hecho, sin siquiera un atisbo del coraje de sus convicciones». Early Game lo llamó «el juego más ofensivo en la historia».

## Carrera

### Potencial libro
Después de la absolución, comenzaron las especulaciones sobre un contrato de libros. El abogado Andrew M. Stroth, quien anteriormente trabajó como agente de talentos, dijo que Rittenhouse podría obtener «fácilmente» un contrato de libro de más de un millón de dólares. En enero de 2022, el portavoz de Rittenhouse, David Hancock, dijo que Rittenhouse estaba considerando escribir un libro sobre su «viaje poco ortodoxo hacia la edad adulta». Dijo además que las negociaciones estaban en la «fase inicial».

### Proyecto de responsabilidad de los medios
En febrero de 2022, Rittenhouse lanzó el Proyecto de responsabilidad de los medios, a veces denominado por su acrónimo TMAP. Anunció el proyecto en una entrevista en Tucker Carlson Tonight, diciendo:

"Mi equipo y yo hemos decidido lanzar The Media Accountability Project como una herramienta para ayudar a recaudar fondos y responsabilizar a los medios por las mentiras que dijeron y lidiar con ellas en los tribunales. No quiero que nadie más tenga que lidiar con lo que yo pasé. Así que quiero hacerlos responsables por lo que me hicieron".

Rittenhouse dijo que podría usar el proyecto para demandar a los individuos Whoopi Goldberg y Cenk Uygur, quienes llamaron públicamente a Rittenhouse asesino después de que fue absuelto. Lanzó un vídeo promocionando el proyecto, donde leyó una cita del activista de derechos humanos Malcolm X que decía: «Los medios de comunicación son la entidad más poderosa del mundo. Tienen el poder de convertir a los inocentes en culpables y a los culpables en inocentes, y ese es el poder». Carlson le preguntó a Rittenhouse si había otras organizaciones que ya estaban haciendo este trabajo, a lo que Rittenhouse respondió que no estaba seguro. Mic criticó el esfuerzo y dijo que Rittenhouse estaba «aprovechando su condición de asesino» y que, en lugar de ayudar a otros acusados falsamente por los medios, está usando la exposición para sí mismo. El proyecto generó comparaciones con Nicholas Sandmann, un estudiante de la escuela secundaria católica Covington de Kentucky que se hizo conocido por una confrontación en el Monumento a Lincoln de enero de 2019.

### Videojuego
El 23 de junio de 2022, Rittenhouse anunció su próximo videojuego a través de Mint Studios, llamado Kyle Rittenhouse's Turkey Shoot. El juego presenta a Rittenhouse sosteniendo una pistola de color naranja brillante con el objetivo de disparar a los pavos que representan a los medios de comunicación. En un avance, Rittenhouse dijo: «Los medios no son más que un montón de pavos que no tienen nada mejor que hacer que impulsar su agenda mentirosa y destruir la vida de personas inocentes». El videojuego presenta a Rittenhouse rapeando sobre matar a los pavos. The Daily Beast calificó el juego de «estafa», mientras que The Root lo llamó «el videojuego más patético de la historia» y se negó a vincular a la preventa de su artículo. El juego, que aún se encuentra en estado de prepedido, se vende por 9,99 $ a través del estudio.

## Vida privada

### Aspiraciones educativas
En octubre de 2021, Rittenhouse comenzó a tomar clases en línea en la Universidad Estatal de Arizona como estudiante que no buscaba un título y quería hacer la transición a clases presenciales. Los estudiantes que no buscan un título en la UEA pasan por un "proceso de admisión modificado" en lugar del proceso de admisión completo para los estudiantes que buscan un título. Los estudiantes de UEA realizaron una manifestación llamada "Asesino fuera del campus" para protestar por la inscripción de Rittenhouse. Múltiples grupos de estudiantes organizaron la manifestación, incluidos: Estudiantes por la Justicia en Palestina, Estudiantes por el Socialismo, MEChA de la UEA y la Coalición de Solidaridad Multicultural. Al mes siguiente, se había retirado.
En una aparición en junio de 2022 en The Charlie Kirk Show, Rittenhouse dijo que asistiría a la Universidad de Texas A&M en College Station, Texas; un vocero de la universidad negó que hubiera sido aceptado. Después de ese anuncio, Rittenhouse aclaró en Twitter que asistiría al Blinn College, una escuela secundaria y a lo que se refirió como una "escuela secundaria" de Texas A&M. Un portavoz de la universidad confirmó que Rittenhouse había solicitado, pero "no se había inscrito para un período actual o próximo".

### Redes sociales
En agosto de 2020, Facebook e Instagram prohibieron a Rittenhouse en las plataformas y deshabilitaron a los usuarios para que no pudieran buscar su nombre. En diciembre de 2021, revirtieron esa política y Rittenhouse se reincorporó y ha seguido activo en las redes sociales en sus cuentas no verificadas.

## Centro Cultural Kyle Rittenhouse
En 2021, en la ciudad de La Plata, Argentina, un grupo acusado de promover ideas de extrema derecha liderado por José Derman estableció un centro cultural llamado Kyle Rittenhouse, en el que se le rendía homenaje mediante murales junto a otros personajes como Javier Milei, Novak Djokovic y Donald Trump. Luego de que José Derman reinvidicara el atentado a Cristina Fernandez, el centro fue allanado, en cuyo allanamiento se decomisó un proyectil y se detuvo a su dueño, José Derman, que posteriormente fue recluido en un hospital psiquiátrico.